# 布萊恩·莫里亞蒂
布萊恩·莫里亞蒂（英語：Brian Moriarty，1959年—）為美國的男性電子遊戲設計師。

## 生平
自1981年購買雅達利的800型號電腦並遊玩文字冒險遊戲《Strange Odyssey》後；布萊恩開始對電子遊戲設計領域產生興趣。
畢業之後布萊恩曾在電子產品通路商RadioShack擔任銷售員，後續也有在電腦雜誌《ANALOG Computing》裡擔任技術編輯。1984年則加入軟體公司Infocom開始擔任遊戲設計師。
在Infocom期間，布萊恩曾開發了《Wishbringer》、《Trinity》等數款文字冒險遊戲。後續1988年則轉至盧卡斯影業遊戲（往後的LucasArts）下就職，之後於1990年推出個人設計的第一款圖形冒險遊戲《紗之器》，並在1995年發行改編自史蒂芬·史匹柏所構想、以外太空歷險為題材的遊戲《異星搜奇》。
除從事電子遊戲設計外，2009年布萊恩有被伍斯特理工學院聘請在電腦科學系上擔任互動多媒體或遊戲設計方面領域的指導教授。2014年則從弗雷明翰州立大學獲得教育學碩士的資格。

## 參與作品
- Adventure in the 5th Dimension（1983年）：程式員
- Crash Dive!（1984年）：遊戲設計
- Wishbringer（1985年）：遊戲設計、劇本
- Trinity（1986年）：遊戲設計
- Beyond Zork: The Coconut of Quendor（1987年）：遊戲設計
- 紗之器（1990年）：遊戲設計
- 亞特蘭提斯之謎（1992年）：程式員
- 決戰大魔域（1993年）：特別致謝人員
- Loadstar: The Legend of Tully Bodine（1994年）：遊戲設計
- 異星搜奇（1995年）：遊戲設計、劇本
- 貓貓故事（2006年）：製作人
- 時空幻境（2008年）：特別致謝人員
- Soul Trapper: Episode 1 - Ollie Ollie Oxen Free!（2009年）：特別致謝人員
- 見證者（2016年）：特別致謝人員

## 外部連結
- 布萊恩·莫里亞蒂的X（前Twitter）